# Tältpinne
En tältpinne eller tältspik används för att fästa linor i marken. Som namnet antyder används den ofta för att fästa linor vars andra ände sitter fast i en presenning eller tältduk. Tältpinnar tillverkas vanligtvis av metall till exempel aluminium, stål eller titan
Alternativ till tältpinne är att fästa linorna i träd eller stenar, samt att använda tälttyper som inte behöver spännas upp, till exempel kupoltält.

## Form

Exempel på utformningar av tältpinnar. Till vänster om varje tältpinne visas dess genomskärning.

Tältpinnen utformas med en böj eller ett huvud som skall hindra linan från att glida av (uppåt). Om en stav med böj åt ett visst håll (den vänstra i figuren) vrids fel så kan linan lossna, så formerna som är rotationssymmetriska är säkrare. Nummer tre från vänster har en hake ytterst på böjen som till viss del skyddar linan från att glida av vid rotation. Nummer fem (längst till höger) består av en bockad plåt, ofta av aluminium, och eftersom den är bred och smal roterar den inte lika enkelt när man har stuckit ned den. Tyvärr blir den istället bucklig eller böjd enklare när man slår ned den med slägga eller liknande.

## Val av tältpinne
Det är viktigt att man väljer rätt typ av tältpinne beroende på underlaget där man ska tälta.
Är det en gräsmatta där det är lätt att slå i pinnarna är det lämpligt att välja en V-formad tältpinne (typ 5) där man inte riskerar att pinnen roterar.
Är det svårt att slå ner tältpinnen väljer man kanske en rund (typ 1) som är lättare att få ner i marken, tyvärr kan man då råka ut för att pinnen roterar loss.
När man tältar på vintern eller i öknen så kan man använda speciella tältpinnar som är längre. På vintern kan man även nyttja skidor eller stavar för att förankra tältet. Tältar man på klippor så kan man exempelvis använda kilar som läggs i klipphällens sprickor.